# راکست
روکسِت (به انگلیسی: Roxette) نام یک گروه پاپ / راک سوئدی دونفره متشکل از ماری فیریدریکسون و پر گسله است. این گروه در سال ۱۹۸۶ شکل گرفت و از اواخر دهه ۱۹۸۰ ٬ هنگامی که آلبوم لوک شارپ را منتشر کردند به یک گروه بین‌المللی تبدیل شدند. چهار تک‌آهنگ آن‌ها، «نگاه»، «به قلبت گوش کن»، «این باید عشق می‌بود» و «جوی‌راید»، به رتبه یک در آمریکا رسیدند. دو تک‌آهنگ دیگر راکست نیز به نام‌های «خطرناک» و «مثل یک گل پژمردن» نیز به رتبه دو رسیدند.
تا کنون ۷۰ میلیون نسخه از کارهای راکست به فروش رفته‌است است. 
پس‌از یک وقفه که در اواسط دهه ۹۰ میلادی به وجود آمد، محبوبیت راکست در مناطقی مانند اروپا و جنوب آمریکا ادامه پیدا کرد و آن‌ها توانستند جوایز متعدد طلا و پلاتینی مختلفی را تا شروع هزاره جدید به‌دست آورند. وقتی در سال ۲۰۰۲ میلادی تومور مغزی فیریدریکسون تشخیص داده شد، در ضبط ترانه‌ها و اجرای تورهای این گروه دو نفره موسیقی وقفه افتاد. راکست مجدا با حضور هر دو عضو این گروه برای اولین بار و پس از ۸ سال در سال ۲۰۰۹ میلادی، در جریان تور European Party Crasher گسله روی صحنه رفت و ماری و پر با یکدیگر به اجرای برنامه پرداختند. 
دو ترانه «این باید عشق می‌بود» و «به قلبت گوش کن» که هر دو از طریق رادیو پخش میشدند موفق به دریافت جایزه از بی‌ام‌آی بخاطر بیش از چهار میلیون بار پخش از رادیو شدند. آن‌ها بیش از ۶۰ میلیون نسخه فروش جهانی داشته‌اند که بیش از ۳٫۵ میلیون آن در آمریکا فروخته شده‌است که گواهینامه پلاتین را برای «جوی‌راید» و «گوش به زنگ باش!» به ارمغان آورد. 

## جوایز
| سال  | نامزدی / اثر            | جایزه                                                                       | نتیجه    |
| ---- | ----------------------- | --------------------------------------------------------------------------- | -------- |
| ۱۹۸۸ | گوش به زنگ باش          | گرمی(سوئد) – آهنگساز سال (گسله)                                             | پیروز    |
| ۱۹۸۹ | نگاه                    | جایزه موزیک ویدیو ام‌تی‌وی (ایالات متحده) – انتخاب بینندگان بین‌المللی (اروپا) | پیروز    |
| ۱۹۸۹ | راکست                   | Silver Bravo Otto (آلمان) – بهترین گروه پاپ/راک                             | پیروز    |
| ۱۹۹۰ | راکست                   | Bronze Bravo Otto – بهترین گروه پاپ/راک                                     | پیروز    |
| ۱۹۹۱ | راکست                   | بریت آوارد (پادشاهی متحده) – بهترین گروه بین‌المللی                          | نامزدشده |
| ۱۹۹۱ | جوی‌راید                 | جایزه موزیک ویدیو ام‌تی‌وی– انتخاب بینندگان بین‌المللی(اروپا)                  | پیروز    |
| ۱۹۹۱ | راکست                   | Silver Bravo Otto – بهترین گروه پاپ/راک                                     | پیروز    |
| ۱۹۹۱ | جوی‌راید                 | گرمی – گروه پاپ سال                                                         | پیروز    |
| ۱۹۹۱ | راکست                   | جوایز موسیقی استرالیا – محبوب‌ترین گروه بین‌المللی موسیقی                     | پیروز    |
| ۱۹۹۲ | راکست                   | Gold Bravo Otto – بهترین گروه پاپ/راک                                       | پیروز    |
| ۱۹۹۲ | جوی‌راید                 | Juno Award (کانادا) – پرفروشترین تک آهنگ هنرمند خارجی                       | نامزدشده |
| ۱۹۹۹ | کاش میتوانستم پرواز کنم | Fono Music Award ( اروپا) – آهنگ شماره یک پخش شده در رادیوهای اروپا         | پیروز    |
| ۲۰۰۰ | راکست                   | جوایز موسیقی جهان – پرفروشترین هنرمند اسکاندیناوی                           | پیروز    |
| ۲۰۰۳ | راکست                   | جوایز موسیقی جهان – پرفروشترین هنرمند اسکاندیناوی                           | پیروز    |

## معادل‌های انگلیسی
1. ↑  The Look
2. ↑  Listen To Your Heart
3. ↑  It Must Have Been Love
4. ↑  Joyride
5. ↑  Dangerous
6. ↑  Fading Like a Flower
7. ↑  Look Sharp!
8. ↑  Wish I Could Fly